# .38 Special
.38史密斯威森特殊弹（.38 Smith & Wesson Special，又常簡稱為.38 Special，或縮寫為.38 Spl、.38 Spc）是一种左轮手枪所使用的有缘中央发火子弹規格，由史密斯威森（Smith & Wesson）于1898年推出。它是美国执法机构在1920年代到1990年代的标准用弹。
.38 Special以其精准與後座力小著稱，自上市之後就一直是世界最流行的左輪手槍用子彈，並且被广泛应用于射击、竞赛、自卫及打猎等用途。